# جورج كرومويل
جورج كرومويل هو سياسي أمريكي، ولد في 3 يوليو 1860 في بروكلين في الولايات المتحدة، وتوفي في 17 سبتمبر 1934 في جزيرة ستاتن في الولايات المتحدة. نشط حزبياً في الحزب الجمهوري. وقد انتخب عضو جمعية ولاية نيويورك ‏ وانتخب عضو مجلس ولاية نيويورك ‏.